# Proibido Proibir
Proibido Proibir é um filme brasilo-chileno de 2006, do gênero drama, dirigido por  Jorge Duran.

## Sinopse
Paulo é um estudante de medicina que divide uma quitinete com Leon, seu melhor amigo e estudante de sociologia. Leon namora Letícia, mas ela e Paulo se apaixonam. O trio tenta ajudar Rosalina, uma paciente terminal que está no Hospital Universitário, a rever os filhos, que não a visitam há bastante tempo. Ao tentar salvar Cacauzinho, um dos filhos de Rosalina, Leon é ferido em um tiroteio. Letícia consegue resgatá-lo, mas para que Leon sobreviva Paulo terá que operá-lo em sua própria casa.

## Elenco
- Caio Blat .... Paulo
- Maria Flor .... Letícia
- Alexandre Rodrigues .... Leon
- Edyr Duqui .... Rosalinda
- Adriano de Jesus .... Cacazinho
- Luciano Vidigal .... Mário
- Raquel Pedras .... Rita

## Prêmios e indicações
Festival de Biarritz 2006
- FRANÇA Prêmio Melhor Filme

Festival de Huelva 2006
- ESPANHA - Prêmio Melhor Roteiro Original / Melhor Diretor Ópera Prima

Festival de Havana 2006
- CUBA - Prêmio Especial do Júri

Festival Internacional de Cinema de Viña del Mar 2006
- CHILE - Prêmio Melhor Filme / Melhor Diretor

Festival Internacional de Cinema de Valdivia 2006
- CHILE - Melhor Diretor

Festival de Santa Maria da Feira 2006
- PORTUGAL - Prêmio Melhor Ator: Caio Blat

Festival de Quito 2006
- EQUADOR - Prêmio Menção do Júri

Festival de Goiânia
- Melhor Filme / Melhor Montagem: Pedro Durán / Melhor Ator: Alexandre Rodrigues

Festival do Rio 2006
- Première Brasil

Mostra Internacional de Cinema de São Paulo 2006
- Seleção Oficial

Margarida de Prata 2006
- Melhor Filme de Ficção, pela CNBB

Festival de San Sebastián 2005
- Prêmio Cine en Construcción 2005 / Prêmio Signis de Ajuda à Finalização / Festival de San Sebastian

Festival de Valenciennes (2006)
- Prêmio Especial do Júri

Festival de Marselha (2006)
- Melhor Atriz: Edyr Duqui / Prêmio da Juventude: Melhor Filme / Prêmio do Público: Melhor Filme

Festival Hispano-Americano de Coprodução 2006
- BRASIL - Melhor Filme

Festival Internacional de Utrecht
- Prêmio do Público ao Melhor Filme

Festival de Cinema Brasileiro de Miami (2007)
- Melhor Direção / Melhor Ator: Caio Blat / Melhor Filme